# Дуль-Куруш
Дуль-Куру́ш (Ду-ль-Куруш) — невеликий гористий острів в Червоному морі в архіпелазі Дахлак, належить Еритреї, адміністративно відноситься до району Дахлак регіону Семіен-Кей-Бахрі.

## Географія
Розташований на південний захід від острова Аукан. Має компактну трикутну форму. Довжина в основі 3 км, ширина від основи 3,2 км. На північному заході низинний пляж. Разом із сусідніми островами Моджейді вільний від коралових рифів.